# Timothy van Poucke
Timothy van Poucke (Woerden, 24 juni 1997) is een Nederlands balletdanser.

## Familie
Hij is zoon van een Nederlands vader Cyrille van Poucke, trompettist bij het Radio Kamer Orkest en Cubaans-Amerikaanse moeder, altvioliste Mercedes Leon. Zuster Ella van Poucke is celliste, broer Nicolas van Poucke is pianist en getrouwd met violiste Joanna Westers. Zus en broer zaten ook enige tijd op ballet, maar kozen voor de muziek. Jongste zuster Anna van Poucke koos na altviool toch voor een andere tak van sport: politicologie. Timothy zelf speelde wel klarinet, piano en gitaar.

## Loopbaan
Dat hij balletdanser werd lag aan zijn zuster Ella, die op balletles zat in Woerden. Timothy ging mee, waarop hij een keer mocht meedoen, van daaruit ontwikkelde zich zijn loopbaan. Die ontwikkeling werd al snel weer afgebroken; het was niet gewoon dat een jongen op ballet zat ("dans is voor meisjes of homo’s"). Het album Bad (en vooral de videoclips) van Michael Jackson en zijn moeder brachten hem weer de danswereld in. 
Zijn opleiding tot danser verkreeg hij in de periode tussen 2007 en 2016 aan instellingen als de Nationale Balletacademie; andersoortig onderwijs kreeg hij via thuisonderwijs (het brengen en ophalen van vier kinderen werd de ouders te machtig) en International High School. De aanvang van de balletopleiding ging niet zonder slag of stoot; zo vond de balletopleiding aan het Haags conservatorium, dat zijn lichaam niet geschikt zou zijn voor ballet (te klein en te korte pezen). Ondanks dat de Nationale Balletacademie dezelfde mening was toegedaan, wist hij toch een studieplek te bemachtigen. Als leerling danste hij mee in producties met Igone de Jongh, Matthew Golding en Marijn Rademaker. Een auditie voor de Royal Ballet School in Londen, maar werd er niet aangenomen. In dat laatste jaar sloot hij zich aan bij de The Junior Company. Vanaf 2017 doorliep hij een carrière bij Het Nationale Ballet, van “élève” tot tweede solist in 2021 na Hans van Manens Sarcasmen. Zijn loopbaan leek daar te stokken totdat hij in december 2023 benoemd werd tot eerste solist van het gezelschap  Dat deed Ted Bransen, directeur van het Nationale Ballet vlak na een opvoering van Raymonda.
In 2017 kreeg hij de aanmoedigingsprijs van Stichting Dansersfonds '79, in 2018 de Alexandra Radiusprijs en in 2021 volgde een nominatie voor Dancer of the Year Award (Dance Europa).